# Northmoor
Northmoor és una població dels Estats Units a l'estat de Missouri. Segons el cens del 2000 tenia 399 habitants.

## Demografia
Segons el cens del 2000, Northmoor tenia 399 habitants, 171 habitatges, i 108 famílies. La densitat de població era de 641,9 habitants per km².
Dels 171 habitatges en un 29,8% hi vivien nens de menys de 18 anys, en un 40,9% hi vivien parelles casades, en un 17,5% dones solteres, i en un 36,8% no eren unitats familiars. En el 30,4% dels habitatges hi vivien persones soles el 9,9% de les quals corresponia a persones de 65 anys o més que vivien soles. El nombre mitjà de persones vivint en cada habitatge era de 2,33 i el nombre mitjà de persones que vivien en cada família era de 2,77.
Per edats la població es repartia de la següent manera: un 25,3% tenia menys de 18 anys, un 6,5% entre 18 i 24, un 34,6% entre 25 i 44, un 19,5% de 45 a 60 i un 14% 65 anys o més.
L'edat mediana era de 35 anys. Per cada 100 dones de 18 o més anys hi havia 97,4 homes.
La renda mediana per habitatge era de 27.250 $ i la renda mediana per família de 31.806 $. Els homes tenien una renda mediana de 28.125 $ mentre que les dones 19.306 $. La renda per capita de la població era de 14.263 $. Entorn del 13,4% de les famílies i el 13,5% de la població estaven per davall del llindar de pobresa.

## Poblacions més properes
El següent diagrama mostra les poblacions més properes.